# Dance Dance Revolution Grand Prix
Dance Dance Revolution Grand Prix es el último juego de consola de Dance Dance Revolution lanzado el 8 de noviembre de 2021 por Konami Amusement. De todos los juegos publicados en PC, este sería el tercero.

## Antecedentes
Durante el soporte de Dance Dance Revolution A20, a mitad de este, se ha desatado la pandemia de COVID-19. Muchos jugadores no pudieron regresar a las tiendas arcade desde el 31 de marzo de 2020 y las nuevas actualizaciones de ese juego se retrasaron por 2 meses a partir de esa fecha. Los 2 juegos de la serie ULTIMATE MOBILE, que son DDR y SOUND VOLTEX, y que fueron planeados para lanzarse a mediados de 2020 en plataformas iOS y Android, fueron cancelados, dejando solo beatmania IIDX en dichas plataformas. Konami tuvo un plan para que lanzara DDR en PC, al igual que otros juegos Bemani que se habían lanzado con anterioridad en dicha plataforma. Al principio, se lanzó el 14 de mayo de 2020 DanceDanceRevolution V, un juego de navegador y cuyas críticas fueron negativas para algunos usuarios, debido a que fue creado con Unity en vez del motor usado en DDR A. Con la llegada de Dance Dance Revolution A20 PLUS el 1 de julio de 2020, gran parte de los datos de dicho juego fueron migrados a la segunda localía de este juego, lanzado el 24 de agosto de 2021 y que duró 13 días.

## Características principales
- El modo VERSUS y las interfases de DDR SELECTION no están presentes, pero como contrapartida, aparece el framerate en la esquina inferior izquierda de la pantalla.
- La interfaz es una conversión de versiones arcade, exc. que, en vez de teclas de la arcade, ahora muestra las teclas del teclado y no necesita usar doble flecha (exc. desde la alfombra de baile) para cambiar dificultad.
  - La primera interfaz usada era DDR A20 PLUS y, a diferencia de beatmania IIDX INFINITAS, no es posible elegir lado entre P1 y P2.
  - La segunda interfaz usada es DDR A3, y es posible cambiar estilos al seleccionar canciones.
  - Además, se omiten las licencias y el contenido de la arcade dorada, como Bemani Pro League Temporada 3 -Triple Tribe-.
  - Incluso si se instalasen canciones de Dance Dance Revolution World o superior o que cambiasen dificultades de canciones antiguas, la interfaz de DDR GP se queda bloqueada en DDR A3 (incluyendo el mantenimiento de escenarios, Groove Radar, canciones con videos en escenarios, etc.).
- A diferencia de la arcade, un número seleccionado de canciones con videos únicos ya se muestran a 720p.
- El videojuego utiliza la escala de dificultad del 1 al 20 introducido en DDR X y el puntaje Supernova2 y los grados actualizados en DDR A.
- Debido a que solo se usó la interfaz estándar, todo el contenido de 20th Anniversary Model no se encuentra disponible. Solo canciones de la liga dorada ya fueron liberadas.
- Al igual que SOUND VOLTEX III GRAVITY WARS (PC), este juego también requiere del servicio Konami Game Station (Anteriormente e-amusement CLOUD) para ser ejecutado.
- Actualmente, no hay soporte para los cursos CLASS, NONSTOP ni CHALLENGE, debido a que parte del código del juego se basa en las versiones tempranas de DDR A.
- Para las opciones mostrar FAST/SLOW, posición de los juicios, diseño de flecha, líneas guía y filtro de pantalla, debido a que requiere intervención vía web, ahora existe dichas opciones en el menú "GAME SETTING".
- Debido a que aparecieron artistas JASRAC, ahora aparece dicho logo en la esquina inferior derecha de la pantalla de título.

## Modo de pago
Además del sistema de pago mensual para el modo GP, los demás modos requiere la compra de boletos de nombre DDR コナステ (DDR Konaste o DDR Konami Station) para jugar 3 canciones. El modo FREE solo se limita a dificultades BEGINNER y el modo de prueba de STANDARD MODE no permite jugar DOUBLE. Los boletos requieren del sistema PASELI para adquirirlos, y pueden ser comprados por las siguientes cantidades (en yenes):
- 5 tickets: 110 yenes
- 25 tickets (más 1 gratis): 550 yenes
- 50 tickets (más 4 gratis): 1100 yenes
- 100 tickets (más 12 gratis): 2200 yenes
- 200 tickets(más 35 gratis): 4400 yenes

Los siguientes modos de juego y sus costos son los siguientes:
- FREE: Sin costo. Solo está disponible las canciones de la lista inicial y 8 canciones originales de entregas arcade anteriores. Sin límite de canciones. Opciones están limitadas a velocidad, desplazamiento y facilitadores, y los puntajes son anulados.
- GP FREE: Subscripción de 1628 yenes mensuales. Habilita todas las canciones hasta DDR Supernova2 (exc. canciones que tengan problemas de licencia) y canciones que solo contienen CHALLENGE. Sin límite de canciones, y opciones se basan en PREMIUM MODE y modo evento.

- Adicionalmente, existen canciones que son vendidas mediante packs. Hasta la fecha, los packs de 20 canciones cuestan 4048 yenes, los packs de 10 canciones cuestan 1980 yenes, los packs de 4 canciones cuestan 800 yenes y algunos packs solo son vendidos con la alfombra de baile adjunta. Todos los packs no pueden comprarse con boletos.

- TRIAL STANDARD MODE: Cinco boletos. Hasta 3 canciones. Habilita todas las canciones de la arcade actual (exc. canciones que solo contienen CHALLENGE, canciones bloqueadas y canciones que tengan problemas de licencia). Opciones están limitadas a HI-SPEED, dirección de desplazamiento y facilitadores (como en DDR A3), y los puntajes son anulados.
- AC STANDARD MODE: Subscripción vigente más Cinco boletos. Hasta 3 canciones, y todas las opciones (exc. CONSTANT, el tiempo de visión y niveles FLARE) son habilitadas. Cualquier canción desbloqueada desde las versiones arcade (exc. las marcadas FLARE SKILL, que solo req. FINAL STAGE) también se puede jugar en este juego.
- AC PREMIUM MODE: Subscripción vigente más Seis boletos. 3 canciones, más EXTRA STAGE. Se habilita EXTRA STAR, que es requerido para acceder a EXTRA STAGE. Adicionalmente, este modo es el único que se puede jugar canciones EXTRA SAVIOR y EXTRA EXCLUSIVE.

## Eventos y EXTRA STAGEs
Aquí se listan todos los eventos que no necesariamente aparecen en la categoría eventos (sort by EVENTs), así como la carpeta EXTRA EXCLUSIVE y todas las carpetas marcadas EXTRA SAVIOR aparecen en dicha categoría si ocurre EXTRA STAGEs. Se mantiene el mecanismo de EXTRA STAR para acceder a EXTRA STAGE, pero req. subscripción más PREMIUM MODE para activarlo y no está disponible los EXTRA STAGE LEVELs. No hay canciones EXTRA EXCLUSIVE esta vez.

### Extra exclusive
La carpeta EXTRA EXCLUSIVE corresponde al antiguo sistema de EXTRA STAGES. Todas las canciones de esta carpeta son marcadas en rojo y solo se puede jugar en EXTRA STAGE (salvo canciones que rebajaron a FINAL STAGE o que fueron liberadas). No se confirman canciones ENCORE EXTRA en esta carpeta. Solo se confirmó las 3 carpetas de BPL Triple Tribe.

### EXTRA SAVIOR
Extra Savior, originalmente no disponible en las versiones tempranas de DDR WORLD y que se agregó el 7 de agosto de 2024, fue renovado como Extra Savior WORLD. Todas las carpetas EXTRA SAVIOR y de la categoría VERSION no activan ENCORE EXTRA. Los detalles se encuentran en la página principal de la serie. Por limitaciones técnicas, y debido a que DDR GP usa la interfaz DDR A3, canciones EXTRA SAVIOR son consideradas como EXTRA EXCLUSIVE (solo se podrán jugar en EXTRA STAGE).

## Canciones
La lista de canciones está basada en la entrega arcade actual. Algunas canciones son eliminadas debido a problemas de licencia o a otros motivos. Inicialmente, se detectaron 6 licencias y 9 canciones revividas, siendo agregadas semanas después. 8 canciones originales son gratuitas y, junto con las licencias, se pueden jugar sin subscripción. Con excepción de las canciones exclusivas de la arcade dorada y la liga dorada, Cualquier canción desbloqueada en la arcade se puede jugar en este juego. No se cuentan en esta lista canciones provenientes de arcade (exc. si dicha canción ha revivido, incluido en un pack o eliminado). Las canciones marcadas en negrita dejaron de ser exclusivas para este juego y son liberadas para la arcade. En caso de canciones Bemani Pro League, debajo de título de canción aparece el nombre del equipo a cual pertenece. Si la canción incluida en el pack es EXTRA SAVIOR, EXTRA EXCLUSIVE, COURSE TRIAL, FLARE Skill, Bemani Pro League, liga dorada o KONAMI Arcade Championship, son marcados con sus colores correspondientes (pero si son canciones que solo contiene CHALLENGE, se marcarán en violeta claro, si son eliminadas, son marcadas en plomo y si, al momento de su eliminación, provienen de este juego, llevan 🚫). También son marcadas en rosa claro todas las canciones provenientes de HinaBitter. Canciones en idioma de origen se muestra primero, en cursiva llevan la romanización, en negrita las traducciones y finalmente se muestra el género, si lo lleva y si proviene o fue crossover de IIDX. Canciones provenientes de packs BEMANI SELECTION no son transferidas a la arcade (exc. si son liberadas o movidas a EXTRA SAVIOR). Canciones con candado están bloqueadas y tienen su método para desbloquearlas. Canción en cursiva es eliminada de la arcade. Canciones revividas eliminadas se retiran de esta página. No se incluyen dificultades CHALLENGE nuevas en esta página, se deben consultar estas en sus respectivas versiones arcade.
| Canción | Artista                                                                                    | Comentarios |
| Canción tutorial Esta canción se encuentra en el modo TUTORIAL, por lo cual no es contada.                                                                  | Canción tutorial Esta canción se encuentra en el modo TUTORIAL, por lo cual no es contada. | Canción tutorial Esta canción se encuentra en el modo TUTORIAL, por lo cual no es contada.                                      |
| --- | ------------------------------------------------------------------------------------------ | --- |
| "Lesson by DJ" | U.T.D. & Friends                                                                           | de DDR A |
| Licencias arcade (7 en total) |                                                                                            | |
| "ミックスナッツ" (Mixed Nuts) | (Sin autor) (Artista original: Official髭男dism)                                           | de DDR A3 |
| "一途" (Ichizu) | (Sin autor) (Artista original: King Gnu)                                                   | de DDR A3 |
| "SOUVENIR" | (Sin autor) (Artista original: BUMP OF CHICKEN)                                            | de DDR A3 |
| "唱" (Show) DDR EDITION | (Cover hecho por 滝沢玻琉) (Artista original: Ado)                                         | de DDR WORLD |
| "勇者" 🔷 (Yuusha) DDR EDITION | (Cover hecho por ぽめ) (Artista original: YOASOBI)                                         | de DDR WORLD |
| "WOW WAR TONIGHT ～時には起こせよムーヴメント" (WOW WAR TONIGHT ~toki ni wa okoseyo movement) DDR EDITION                                                   | (Cover hecho por uzumaki with Hommarju)                                                    | de DDR WORLD |
| "雑踏、僕らの街" (Zattou, bokura no machi) DDR EDITION | (Cover hecho por taru) (Artista original: トゲナシトゲアリ)                                | de DDR WORLD |
| Licencias de consolas (27 en total) |                                                                                            | |
| "怪物" (Kaibutsu) (Monster) | (sin autor) (Artista original: YOASOBI)                                                    | Del álbum de mismo nombre |
| "群青" (Gunjou) | (sin autor) (Artista original: YOASOBI)                                                    | Del álbum de mismo nombre |
| "紅蓮華" (Gurenge) | (sin autor) (Artista original: LiSA)                                                       | Del álbum de mismo nombre |
| "勿忘" (Manabou) | (sin autor) (Artista original: Awesome City Club)                                          | Del álbum de mismo nombre |
| "夜に駆ける" (Yoru ni Kakeru) (Racing into the Night) | (sin autor) (Artista original: YOASOBI)                                                    | Del álbum de mismo nombre |
| "ドライフラワー" (Dried Flower) | (sin autor) (Artista original: 優里)                                                       | Del álbum de mismo nombre de DanceEvolution ARCADE                                                                              |
| "恋愛レボリューション21" (Ren'ai Revolution 21) (Love Revolution 21)                                                                                        | (sin autor) (Artista original: モーニング娘。)                                             | Del álbum de mismo nombre |
| "ルカルカ★ナイトフィーバー" (Luka Luka★night fever) | (sin autor) (Artista original: samfree feat. Andy)                                         | Del álbum de mismo nombre Cover de licencia Vocaloid de ミライダガッキ FutureTomTom                                             |
| "じょいふる" 🚫 (Joyful) | (sin autor) (Artista original: いきものがかり)                                             | Del álbum YELL/じょいふる de jubeat knit                                                                                        |
| "夏祭り" (Natsumatsuri) | (sin autor) (Artista original: JITTERIN'JINN)                                              | Del álbum de mismo nombre de pop'n music 17 THE MOVIE                                                                           |
| "さくらんぼ" (Sakuranbo) | (sin autor) (Artista original: 大塚愛)                                                     | Del álbum de mismo nombre de GuitarFreaks y DrumMania V                                                                         |
| "10年桜" (10nen Sakura) Lit. Sakura de 10 años | (sin autor) (Artista original: AKB48)                                                      | Del álbum de mismo nombre de Reflec Beat (1st)                                                                                  |
| "Pretender" | (sin autor) (Artista original: Official髭男dism)                                           | Del álbum de mismo nombre |
| "愛のために。" (Ai no tame ni.) | (sin autor) (Artista original: 上戸彩)                                                     | Del álbum de mismo nombre |
| "Only my railgun" (pop'n edit) | (sin autor) (Artista original: fripSide)                                                   | Cover de la versión de fripSide                                                                                                 |
| "Trickster" (GITADORA edition) | (sin autor) (Artista original: 水樹奈々)                                                   | Cover de la versión de DDR X |
| "オリオンをなぞる" (ミライダガッキ edition) (Orion wo nazoru)                                                                                               | (sin autor) (Artista original: UNISON SQUARE GARDEN)                                       | de ミライダガッキ FutureTomTom                                                                                                  |
| "秒針を噛む" (Byoushin wo kamu) | (sin autor) (Artista original: ずっと真夜中でいいのに。)                                   | DDR EDITION Del álbum de mismo nombre                                                                                           |
| "Lemon" | (sin autor) (Artista original: 米津玄師)                                                   | Del álbum de mismo nombre |
| "廻廻奇譚" (kaikai kitan) | (sin autor) (Artista original: Eve)                                                        | Del álbum de mismo nombre |
| "おどるポンポコリン" (Odoru Pompokolin) (DANCING POMPOKOLIN)                                                                                                | (sin autor) (Artista original: B.B.クイーンズ)                                             | Del álbum de mismo nombre |
| "ラムのラブソング" (Lum no love song) | kaco                                                                                       | Del álbum de mismo nombre |
| "星が泳ぐ" (Hoshi ga oyogu) | (sin autor) (Artista original: マカロニえんぴつ)                                           | Del álbum de mismo nombre |
| "創聖のアクエリオン" (Sousei no Aquarion) | (sin autor) (Artista original: AKINO)                                                      | Del álbum de mismo nombre |
| "POP STAR" | (sin autor) (Artista original: 平井堅)                                                     | Del álbum de mismo nombre |
| "HOT LIMIT" | (sin autor) (Artista original: HIGH and MIGHTY COLOR)                                      | Del álbum de mismo nombre |
| "空色デイズ" (Sorairo Days) | (sin autor) (Artista original: 中川翔子)                                                   | Del álbum de mismo nombre |
| FLARE Skill (6 en total) Por limitaciones técnicas, solo aparecen en FINAL o EXTRA STAGE.                                                                   |                                                                                            | |
| "Gravity Collapse" | X-END                                                                                      | de DDR WORLD |
| "HyperNOAH" | SK MUSIC                                                                                   | de DDR WORLD |
| "Ødyssey" | Kaname                                                                                     | de DDR WORLD |
| "Roche Limit" | Felysrator                                                                                 | de DDR WORLD |
| "WONDER COASTER" | MUGIPONG                                                                                   | de DDR WORLD |
| "極地大衝撃" (Kyokuchi daishougeki) | Kolaa                                                                                      | de DDR WORLD |
| GALAXY BRAVE |                                                                                            | |
| "Blizzard of Arrows" | BEMANI Sound Team "KE!JU"                                                                  | de DDR WORLD |
| "Meteor" | BEMANI Sound Team "MAX MAXIMIZER"                                                          | de DDR WORLD |
| "Eira" | DJ TOTTO                                                                                   | Carpeta MOUNTAIN (RB 悠久のリフレシア)                                                                                          |
| "Komainu Adventure!" | BEMANI Sound Team "Coyaan & KE!JU"                                                         | Carpeta CUTE |
| "Thunderstorm" | nagomu tamaki                                                                              | Carpeta STORM |
| "Saiph" | BEMANI Sound Team "Yvya"                                                                   | Carpeta VOLTAGE (GITADORA HIGH-VOLTAGE)                                                                                         |
| EXTRA SAVIOR |                                                                                            | |
| BEMANI x Touhou Project ~Gensokyo ongakusai 2024~ (3 canciones)                                                                                             | (varios artistas)                                                                          | de DDR WORLD |
| "Amazing Bomberman" | TESSEI TOJO                                                                                | de DDR WORLD (AMAZING BOMBERMAN)                                                                                                |
| Aniversario 25 - concurso de creadores 1 (3 canciones) | (varios artistas)                                                                          | de DDR WORLD |
| Aniversario 25 - concurso de creadores 2 (2 canciones) | (varios artistas)                                                                          | de DDR WORLD |
| DANCERUSH STARDOM 1 (3 canciones) | (varios artistas)                                                                          | de DDR WORLD |
| Pack BEMANI SELECTION 1 (10 en total) Originalmente req. comprar el pack para desbloquear canciones.                                                        |                                                                                            | |
| "BEYOND THE EARTH" 🎬 WORLD/ELECTRONICA | 猫叉Master                                                                                 | Pack BEMANI SELECTION 1 (pop'n music 10 CS/pop'n music 13 カーニバル/IIDX 9th style CS/IIDX PENDUAL) Carpeta ubicada: DDR WORLD |
| "DIAVOLO" 🎬 TRANSCENDENTAL ETUDES | Dustvoxx                                                                                   | Pack BEMANI SELECTION 1 (IIDX LINCLE) Carpeta ubicada: DDR WORLD                                                                |
| "Fly Like You" | technoplanet                                                                               | Pack BEMANI SELECTION 1 (SOUND VOLTEX IV HEAVENLY HAVEN) Carpeta ubicada: DDR WORLD                                             |
| "quaver♪" | Risk Junk                                                                                  | Pack BEMANI SELECTION 1 (REFLEC BEAT limelight) Carpeta ubicada: DDR WORLD                                                      |
| "Red. by Full Metal Jacket" 🎬 TECH-BREAKBEATS | Dustvoxx                                                                                   | Pack BEMANI SELECTION 1 (IIDX SIRIUS) Carpeta ubicada: DDR WORLD                                                                |
| "TYCOON" | SOUND HOLIC feat. Nana Takahashi                                                           | Pack BEMANI SELECTION 1 (SOUND VOLTEX BOOTH) Carpeta ubicada: DDR WORLD                                                         |
| "蛇神" 🎬 (Kagachi) ORIENTAL MYTHOLOGY | Zektbach                                                                                   | Pack BEMANI SELECTION 1 (pop'n music 18 せんごく列伝) Carpeta ubicada: DDR WORLD                                                |
| "逆月" (Sakazuki) JAPANESQUE | BEMANI Sound Team "HuΣeR" feat.Fernweh                                                     | Pack BEMANI SELECTION 1 (SOUND VOLTEX IV HEAVENLY HAVEN) Carpeta ubicada: DDR WORLD                                             |
| "雪上断火" (Setsujou danka) HIP ROCK 3 | Des-ROW・組                                                                                | Pack BEMANI SELECTION 1 (pop'n music 12 いろは) Carpeta ubicada: DDR WORLD                                                      |
| "罪と罰" 🎬 (Tsumi no batsu) HYPER J-POP | Dustvoxx                                                                                   | Pack BEMANI SELECTION 1 (IIDX SPADA) Carpeta ubicada: DDR WORLD                                                                 |
| Pack BEMANI SELECTION 2 (8 en total) Originalmente req. comprar el pack para desbloquear canciones.                                                         |                                                                                            | |
| "Bad Maniacs" INDUSTRIAL | kors k as teranoid                                                                         | Pack BEMANI SELECTION 2 (IIDX SIRIUS) Carpeta ubicada: DDR WORLD                                                                |
| "Chocolate Planet" HAPPY CHOCO CORE | Freezer feat.妃苺                                                                          | Pack BEMANI SELECTION 2 (SOUND VOLTEX IV HEAVENLY HAVEN) Carpeta ubicada: DDR WORLD                                             |
| "Four Leaves" | Endorfin.                                                                                  | Pack BEMANI SELECTION 2 (SOUND VOLTEX IV HEAVENLY HAVEN) Carpeta ubicada: DDR WORLD                                             |
| "Ganymede -re:born-" | BEMANI Sound Team "玄武 feat.二代目朱雀"                                                   | Pack BEMANI SELECTION 2 (Original de DDR) Carpeta ubicada: DDR WORLD                                                            |
| "Timepiece phase II" 🎬 PROGRESSIVE ROCK | 佐々木博史                                                                                 | Pack BEMANI SELECTION 2 (GUITARFREAKS 10thMIX y drummania 9thMIX) Carpeta ubicada: DDR WORLD                                    |
| "童話回廊" 🎬 (Dōwa kairō) 空想ファンタジーシリーズ (KUUSOU FANTASY SERIES)                                                                                 | DJ TOTTO                                                                                   | Pack BEMANI SELECTION 2 (GITADORA OverDrive) Carpeta ubicada: DDR WORLD                                                         |
| "恋歌疾風！かるたクイーンいろは" 🎬 (Koiuta shippuu! Karuta queen Iroha) ハイスピードラブ一首 (HI-SPEED LOVE ISSHU)                                         | ねこまんまチーム！                                                                         | Pack BEMANI SELECTION 2 (pop'n music éclale) Carpeta ubicada: DDR WORLD                                                         |
| "リメンバーリメンバー" (Remember remember) RAINY WALTZ | rino & m@sumi from plastic penguin                                                         | Pack BEMANI SELECTION 2 (pop'n music Sunny Park) Carpeta ubicada: DDR WORLD                                                     |
| EXTRA EXCLUSIVE |                                                                                            | |
| BEMANI PRO LEAGUE Triple Tribe |                                                                                            | |
| Temporada 3 fase 1 |                                                                                            | |
| "C-C-C-N-N-N" 🎬 ELECTRONICORE | RoughSkreamZ feat. Aikapin                                                                 | EXTRA EXCLUSIVE LV 1 (IIDX RESIDENT) de DDR A3                                                                                  |
| "DIABLOSIS::Nāga" | sky_delta                                                                                  | EXTRA EXCLUSIVE LV 2 (SOUND VOLTEX III) de DDR A3                                                                               |
| "suspicions" JAZZ CORE | BEMANI Sound Team "猫叉Master VS dj TAKA"                                                  | EXTRA EXCLUSIVE LV 3 (BPL T3 -IIDX- Triple Tribe) de DDR A3                                                                     |
| Temporada 3 fase 2 |                                                                                            | |
| "コメット⇒スケイター" (Comet skater) | U-ske feat.棗いつき                                                                        | EXTRA EXCLUSIVE LV 4 (SOUND VOLTEX IV) de DDR A3                                                                                |
| "3y3s" 🎬 DANCE SPEED | 青龍                                                                                       | EXTRA EXCLUSIVE LV 5 (IIDX EMPRESS) de DDR A3                                                                                   |
| "Ambivalent Vermilia" HARD RENAISSANCE | BEMANI Sound Team "二代目朱雀 feat.朱雀"                                                   | EXTRA EXCLUSIVE LV 6 (BPL T3 -SDVX- Triple Tribe) de DDR A3                                                                     |
| Temporada 4 |                                                                                            | |
| "ハイテックトキオ" 🎬 (Hi-tech Tokio) Género igual que el título de canción                                                                                 | lapix ∞ BEMANI Sound Team "Sota Fujimori"                                                  | EXTRA EXCLUSIVE LV 7 (IIDX CastHour) de DDR WORLD (20th Anniversary Model)                                                      |
| "混乱少女♥そふらんちゃん!!" (Konran shoujo Soflan-chan!!)                                                                                                   | かめりあ feat. ななひら                                                                    | EXTRA EXCLUSIVE LV 8 (SDVX III) de DDR WORLD (20th Anniversary Model)                                                           |
| "COSMIC V3LOCITY" 🎬 UCHIAGE CORE | BEMANI Sound Team "Coyaan & KE!JU & ZAQUVA"                                                | EXTRA EXCLUSIVE LV 9 (BPL T4 Triple Tribe) de DDR WORLD (20th Anniversary Model)                                                |
| Disponibles en packs |                                                                                            | |
| Licencias |                                                                                            | |
| Pack Undertale (4 en total) |                                                                                            | |
| "MEGALOVANIA" 🎬 | Toby Fox                                                                                   | de DDR A3 (Undertale) SHOCK ARROWs en todas las dificultades (exc. en BEGINNER y BASIC)                                         |
| "Battle Against a True Hero" | Toby Fox                                                                                   | de DDR A3 (Undertale) SHOCK ARROWs en todas las dificultades (exc. en BEGINNER y BASIC)                                         |
| "Death by Glamour" | Toby Fox                                                                                   | de DDR A3 (Undertale) SHOCK ARROWs en todas las dificultades (exc. en BEGINNER y BASIC)                                         |
| "Finale" 🔷 | Toby Fox                                                                                   | de DDR A3 (Undertale) SHOCK ARROWs en todas las dificultades (exc. en BEGINNER y BASIC)                                         |
| Arreglos Touhou Project |                                                                                            | |
| Pack Touhou 1 (2 de 4) Todas creadas o arregladas por Beat Mario.                                                                                           |                                                                                            | |
| "最速最高シャッターガール" 🎬 (Saisoku saikou shutter girl)                                                                                                 | ビートまりお(COOL&CREATE)                                                                  | Remix de BGM del juego Bohemian Archive in Japanese Red. Pack スペシャル楽曲パック feat.東方Project 1 Carpeta ubicada: DDR A3   |
| "リスペク風神" 🎬 (Respec fujin) | ビートまりお(COOL&CREATE)                                                                  | Pack スペシャル楽曲パック feat.東方Project 1 Carpeta ubicada: DDR A3                                                            |
| Pack Touhou 2 (2 de 4) Todas creadas o arregladas por IOSYS o sus integrantes.                                                                              |                                                                                            | |
| "スカーレット警察のゲットーパトロール24時" 🎬 (Scarlet keisatsu no ghetto patrol 24 ji)                                                                     | 七条レタスグループ                                                                         | Remix de BGM del juego The Embodiment of Scarlet Devil. Pack スペシャル楽曲パック feat.東方Project 2 Carpeta ubicada: DDR A3    |
| "恋の氷結おてんば湯けむりチルノ温泉" 🎬 (Koi no hyoketsu otenba yukemuri Cirno onsen)                                                                       | uno & 夕野ヨシミ feat. miko                                                                | Remix de BGM del juego The Embodiment of Scarlet Devil Pack スペシャル楽曲パック feat.東方Project 2 Carpeta ubicada: DDR A3     |
| Pack Touhou 3 (4 en total) Todas creadas o arregladas por 暁Records.                                                                                        |                                                                                            | |
| "HANIPAGANDA" 🎬 | 暁Records                                                                                  | Pack スペシャル楽曲パック feat.東方Project 3 Carpeta ubicada: DDR A3                                                            |
| "LOVE EAST" 🎬 | 暁Records                                                                                  | Pack スペシャル楽曲パック feat.東方Project 3 Carpeta ubicada: DDR A3                                                            |
| "トランスダンスアナーキー" 🎬 (Trance Dance Anarchy) | 暁Records                                                                                  | Pack スペシャル楽曲パック feat.東方Project 3 Carpeta ubicada: DDR A3                                                            |
| "WARNING×WARNING×WARNING" 🎬 | 暁Records                                                                                  | de DDR A3 |
| Pack Touhou 4 (4 en total) Todas creadas o arregladas por SOUND HOLIC y cantadas por Nana Takahashi o sus integrantes.                                      |                                                                                            | |
| "INFINITE WORLD" 🎬 | SOUND HOLIC feat. Nana Takahashi                                                           | Pack スペシャル楽曲パック feat.東方Project 4 Carpeta ubicada: DDR A3                                                            |
| "Kill The Night" 🎬 | SOUND HOLIC feat. Nana Takahashi & 709sec.                                                 | Pack スペシャル楽曲パック feat.東方Project 4 Carpeta ubicada: DDR A3                                                            |
| "しゅわスパ大作戦☆" 🎬 (Shuwa spa daisakusen☆) | SOUND HOLIC feat. Nana Takahashi                                                           | Pack スペシャル楽曲パック feat.東方Project 4 (Remix de BGM del juego Immaterial and Missing Power) Carpeta ubicada: DDR A3      |
| "Grip & Break down !!" | SOUND HOLIC feat. Nana Takahashi                                                           | de DDR A |
| Originales y crossovers |                                                                                            | |
| Pack 2 (4 de 20) |                                                                                            | |
| "1998 (Sparky 2006)" | J-RAVERS                                                                                   | De DanceDanceRevolution HOTTEST PARTY Carpeta ubicada: DDR A20 PLUS                                                             |
| "B4U (The Acolyte mix)" Mal escrito como B4U (Rising Sun mix)                                                                                               | J-RAVERS (Mal escrito como NAOKI with J-RAVERS)                                            | De DanceDanceRevolution HOTTEST PARTY Carpeta ubicada: DDR A20 PLUS                                                             |
| "I'm Flying Away" | Stepper                                                                                    | De DanceDanceRevolution HOTTEST PARTY Carpeta ubicada: DDR A20 PLUS                                                             |
| "We Can Win The Fight" | D-crew feat.Matt Tucker                                                                    | De DanceDanceRevolution HOTTEST PARTY2 Carpeta ubicada: DDR A20 PLUS                                                            |
| Pack 7 (6 de 20) |                                                                                            | |
| "Closer to my Heart (jun remix)" | NM feat.Heather Elmer                                                                      | De DanceDanceRevolution HOTTEST PARTY 2 Carpeta ubicada: DDR A3                                                                 |
| "DOUBLE TORNARD" | evo-X                                                                                      | De DanceDanceRevolution HOTTEST PARTY japonés Carpeta ubicada: DDR A3                                                           |
| "I WANT YOUR LOVE (Darwin remix)" | GAV                                                                                        | De DanceDanceRevolution HOTTEST PARTY 2 Carpeta ubicada: DDR A3                                                                 |
| "Mess With My Emotions" | Latenighter                                                                                | De DanceDanceRevolution HOTTEST PARTY Carpeta ubicada: DDR A3                                                                   |
| "TRUE LOVE (Clubstar's True Club Mix)" | jun feat. Schanita                                                                         | De DanceDanceRevolution HOTTEST PARTY japonés Carpeta ubicada: DDR A3                                                           |
| "鏡花水月楼 (DDR EDITION)" (Kyoka suigetsurou (DDR EDITION))                                                                                                | TËЯRA feat. 宇宙戦隊NOIZ                                                                   | De DanceDanceRevolution HOTTEST PARTY 2 Carpeta ubicada: DDR A3                                                                 |
| Pack スペシャル楽曲パック feat.jubeat 1 (4 en total) |                                                                                            | |
| "glacia" | DJ TOTTO                                                                                   | De jubeat prop Carpeta ubicada: DDR A3                                                                                          |
| "Megalara Garuda" | SYUNN                                                                                      | De jubeat Qubell Carpeta ubicada: DDR A3                                                                                        |
| "Wowie Zowie!" | Hommarju                                                                                   | De jubeat clan Carpeta ubicada: DDR A3                                                                                          |
| "ナナホシ" (Nanahoshi) | S-C-U                                                                                      | De jubeat copious APPEND Carpeta ubicada: DDR A3                                                                                |
| Pack スペシャル楽曲パック feat.jubeat 2 (4 en total) |                                                                                            | |
| "Too Late Snow" | movies (moimoi × Xceon × Dai.)                                                             | De jubeat prop Carpeta ubicada: DDR A3                                                                                          |
| "Glitter Flatter Scatter" | Project B-                                                                                 | De jubeat Qubell Carpeta ubicada: DDR A3                                                                                        |
| "ALBIDA" | DJ YOSHITAKA                                                                               | De jubeat ripples APPEND Carpeta ubicada: DDR A3                                                                                |
| "量子の海のリントヴルム" 🎬 (Ryoushi no umi no Lindwurm) | 黒猫ダンジョン                                                                             | De jubeat copious Carpeta ubicada: DDR A3                                                                                       |
| Pack con alfombra de baile (12 en total) Adquiriendo la alfombra se desbloquearán las canciones para los modos FREE y GP FREE.                              |                                                                                            | |
| "Are U Ready" | Shouya Namai                                                                               | Carpeta ubicada: DDR A3 |
| "Concertino in Blue" | 佐々木博文                                                                                 | De GitarFreaks 7thMIX y DrumMania 6thMIX Carpeta ubicada: DDR A3                                                                |
| "concon" | S-C-U                                                                                      | De jubeat knit APPEND Carpeta ubicada: DDR A3                                                                                   |
| "Get Your Wish" | WATARU                                                                                     | Carpeta ubicada: DDR A3 |
| "Last Summer" | BEMANI Sound Team "Monolith vs.Nautilus"                                                   | Carpeta ubicada: DDR A3 |
| "perditus†paradisus" 🎬 | iconoclasm                                                                                 | De beatmania IIDX 18: Resort Anthem (World Tour) Carpeta ubicada: DDR A3                                                        |
| "Settin' the Scene" | U1 night style                                                                             | De DDR フルフル♪パーティー Carpeta ubicada: DDR A3                                                                              |
| "Unity" | The Remembers                                                                              | De DDR フルフル♪パーティー Carpeta ubicada: DDR A3                                                                              |
| "VALLIS-NERIA" 🎬 | DJ YOSHITAKA                                                                               | De Reflec Beat Limelight Carpeta ubicada: DDR A3                                                                                |
| "Wuv U" | kors k                                                                                     | De REFLEC BEAT Carpeta ubicada: DDR A3                                                                                          |
| "ヤサイマシ☆ニンニクアブラオオメ" (Yasaimashi☆ninniku abura oome)                                                                                           | azuma feat. ななひら                                                                       | De Sound Voltex Booth Carpeta ubicada: DDR A3                                                                                   |
| "サヨナラ・ヘヴン" 🎬 (Sayonara Heaven) | 猫叉Master                                                                                 | De pop'n music 11 CS/IIDX SIRIUS Carpeta ubicada: DDR A3                                                                        |
| Pack 10 (7 de 20) |                                                                                            | |
| "CANDY (UFO mix)" | The Sweetest                                                                               | de DDR HOTTEST PARTY Carpeta ubicada: DDR A3                                                                                    |
| "Curry Up" | OR-IF-IS                                                                                   | De DDR (Wii) Carpeta ubicada: DDR A3                                                                                            |
| "Heavens and the Earth" | The Lonely Hearts                                                                          | de DDR HOTTEST PARTY Carpeta ubicada: DDR A3                                                                                    |
| "PARADISE" | Lea Drop feat. McCall Clark                                                                | De DDR HOTTEST PARTY3 Carpeta ubicada: DDR A3                                                                                   |
| "STAY (Joey Riot remix)" | DANNY D                                                                                    | De DDR HOTTEST PARTY2 Carpeta ubicada: DDR A3                                                                                   |
| "Take Me" | Harmony Machine                                                                            | De DDR (Wii) Carpeta ubicada: DDR A3                                                                                            |
| "We Will Live Together" | Happy CoreMAN                                                                              | de DDR HOTTEST PARTY Carpeta ubicada: DDR A3                                                                                    |
| Pack 14 (4 de 10) |                                                                                            | |
| "On the Night of a Still Wind" | Jena Rose                                                                                  | Carpeta ubicada: DDR A3 |
| "Be With You (Still Miss you)" | nc ft. Eddie Kay                                                                           | Carpeta ubicada: DDR A3 |
| "little steps" | Freeman                                                                                    | Carpeta ubicada: DDR A3 |
| "Such A Feeling" | U1                                                                                         | Carpeta ubicada: DDR A3 |
| Pack 18 (4 de 10) |                                                                                            | |
| "Hold Tight" | 800 Slopes                                                                                 | de DanceDanceRevolution HOTTEST PARTY Carpeta ubicada: DDR A3                                                                   |
| "JUST BELIEVE" | Lea Drop feat.Marissa Ship                                                                 | de DanceDanceRevolution HOTTEST PARTY 2 Carpeta ubicada: DDR A3                                                                 |
| "LOVE SHINE (Body Grooverz 2006 mix)" | W.W.S                                                                                      | de DanceDanceRevolution HOTTEST PARTY Carpeta ubicada: DDR A3                                                                   |
| "the beat" | Sparky                                                                                     | de DanceDanceRevolution HOTTEST PARTY Carpeta ubicada: DDR A3                                                                   |
| Pack スペシャル楽曲パック feat.REFLEC BEAT 1 (4 en total)                                                                                                   |                                                                                            | |
| "Flip Flap" | kors k                                                                                     | de REFLEC BEAT limelight Carpeta ubicada: DDR A3                                                                                |
| "GLITTER" | Sota Fujimori 2nd Season                                                                   | de REFLEC BEAT colette -Winter- Carpeta ubicada: DDR A3                                                                         |
| "Valanga" | DJ TOTTO                                                                                   | de REFLEC BEAT colette -Winter- Carpeta ubicada: DDR A3                                                                         |
| "カラフルミニッツ" (Colorful Minutes) | Qrispy Joybox feat.mao                                                                     | de REFLEC BEAT Carpeta ubicada: DDR A3                                                                                          |
| Pack スペシャル楽曲パック feat.REFLEC BEAT 2 (4 en total)                                                                                                   |                                                                                            | |
| "Broken" | dj TAKA feat.AiMEE                                                                         | Lincle Link 1 Originalmente de REFLEC BEAT Carpeta ubicada: DDR A3                                                              |
| "Playing With Fire" | kors k                                                                                     | de REFLEC BEAT colette -Spring- Carpeta ubicada: DDR A3                                                                         |
| "Towards The Horizon" | かめりあ                                                                                   | de REFLEC BEAT 悠久のリフレシア Carpeta ubicada: DDR A3                                                                         |
| "伐折羅-vajra-" | DJ TOTTO VS 兎々                                                                           | de REFLEC BEAT groovin'!! Upper Carpeta ubicada: DDR A3                                                                         |
| Pack 22 (4 de 10) |                                                                                            | |
| "Open Your Eyes" | NM feat.JaY_bEe (JB Ah-Fua)                                                                | De DanceDanceRevolution HOTTEST PARTY2 Carpeta ubicada: DDR A3                                                                  |
| "Racing with Time (NAOKI's 999 remix)" | jun feat.Godis (Heather Twede)                                                             | De DanceDanceRevolution HOTTEST PARTY2 Carpeta ubicada: DDR A3                                                                  |
| "SAY A PRAYER" | Des-ROW Ft. Maxi Priest                                                                    | De DanceDanceRevolution II Carpeta ubicada: DDR A3                                                                              |
| "Surrender (PureFocus remix)" | U1 ft. Becca Hossany                                                                       | De DanceDanceRevolution II Carpeta ubicada: DDR A3                                                                              |
| Pack BEMANI SELECTION 1 (1 de 50) |                                                                                            | |
| "DDR System Songs+Replicant Mix" | BEMANI Sound Team (Artista original: TAG)                                                  | de DDR A3 |
| Pack スペシャル楽曲パック feat.DANCERUSH STARDOM 1 (1 de 4)                                                                                                 |                                                                                            | |
| "THE SAFARI (STARDOM Remix)" | BEMANI Sound Team "SYUNN"                                                                  | Pack Dancerush 1 (Dancerush Stardom) Carpeta ubicada: DDR WORLD                                                                 |
| Pack スペシャル楽曲パック feat.DANCERUSH STARDOM 2 (1 de 4)                                                                                                 |                                                                                            | |
| "音楽 (STARDOM Remix)" (Ongaku (Stardom Remix)) | cosMo＠暴走P                                                                               | Pack Dancerush 2 (Dancerush Stardom) Carpeta ubicada: DDR WORLD                                                                 |
| Pack jubeat 3 (2 de 20) |                                                                                            | |
| "1116" 🎬 | BEMANI Sound Team "Dustup"                                                                 | Pack スペシャル楽曲パック feat.jubeat 3 (jubeat festo) Carpeta ubicada: DDR WORLD                                               |
| "Sahara" | Hommarju                                                                                   | Pack スペシャル楽曲パック feat.jubeat 3 (jubeat festo) Carpeta ubicada: DDR WORLD                                               |
| Pack REFLEC BEAT 3 (2 de 20) |                                                                                            | |
| "Gale Rider" | P*Light                                                                                    | Pack REFLEC BEAT 3 (REFLEC BEAT groovin'!!) Carpeta ubicada: DDR WORLD                                                          |
| "Hollywood Galaxy" | dj TAKA                                                                                    | Pack REFLEC BEAT 3 (REFLEC BEAT) Carpeta ubicada: DDR WORLD                                                                     |
| Pack BEMANI SELECTION 3 (8 de 50) |                                                                                            | |
| "BIGソムタム" (BIG som tam) DRUMSTEP | AJURIKA                                                                                    | Pack BEMANI SELECTION 3 (IIDX BISTROVER)                                                                                        |
| "CUE CUE RESCUE" 🎬 EMERGENCY CORE | TORIENA                                                                                    | Pack BEMANI SELECTION 3 (IIDX RESIDENT)                                                                                         |
| "O JIYA" | ASMAT & emi                                                                                | Pack BEMANI SELECTION 3 (GUITARFREAKS 7thMIX & drummania 6thMIX)                                                                |
| "朱と碧のランページ" (Aka to ao no rampage) ANIMA SONG | NU-KO                                                                                      | Pack BEMANI SELECTION 3 (pop'n music ラピストリア)                                                                              |
| "月光乱舞" (Gekkou ranbu) | P*Light                                                                                    | Pack BEMANI SELECTION 3 (SOUND VOLTEX III GRAVITY WARS)                                                                         |
| "ミカヅキ:コネクト" (Mikazuki:connect) | かゆき                                                                                     | Pack BEMANI SELECTION 3 (GITADORA Matixx)                                                                                       |
| "シャムシールの舞" (Shamshir no mai) バトルダンス (BATTLE DANCE)                                                                                            | ゼクトバッハ (mostrado en este juego y en IIDX como Zektbach)                              | Pack BEMANI SELECTION 3 (pop'n music éclale)                                                                                    |
| "水槽のクジラ" (Suisou no kujira) | テヅカ feat. 大西あみみ                                                                    | Pack BEMANI SELECTION 3 (SOUND VOLTEX IV HEAVENLY HAVEN)                                                                        |
| Pack 35 (Única de 12) |                                                                                            | |
| "Couleur=Blanche" | #FFFFFF                                                                                    | Pack 35 (jubeat clan) Carpeta ubicada: DDR WORLD                                                                                |
| Pack 36 (4 en total) |                                                                                            | |
| "ARACHNE" | MAX MAXIMIZER                                                                              | Pack 36 (REFLEC BEAT colette -Spring-) Carpeta ubicada: DDR WORLD                                                               |
| "EBONY & IVORY" RAGTIME CHIPTUNE | OSTER project                                                                              | Pack 36 (BeatStream 1) Carpeta ubicada: DDR WORLD                                                                               |
| "Liar×Girl" | BEMANI Sound Team "HuΣeR" feat.ゆきまめ                                                    | Pack 36 (jubeat ave.) Carpeta ubicada: DDR WORLD                                                                                |
| "絶対零度" (Zettaireido) | かねこちはる                                                                               | Pack 36 (SOUND VOLTEX III) Carpeta ubicada: DDR WORLD                                                                           |
| Pack スペシャル楽曲パック feat.pop'n music 1 (4 en total)                                                                                                   |                                                                                            | |
| "BabeL ～Next Story～" | Power Of Nature                                                                            | Pack スペシャル楽曲パック feat.pop'n music 1 (pop'n Tune Street) Carpeta ubicada: DDR WORLD                                     |
| "明鏡止水" (Meikyoushisui) 禅ジャズ (ZEN-JAZZ) | TOMOSUKE feat.あさき                                                                       | Pack スペシャル楽曲パック feat.pop'n music 1 (pop'n 10) Carpeta ubicada: DDR WORLD                                              |
| "ポチコの幸せな日常" (Pochiko no shiawasena nichijou) | NU-KO                                                                                      | Pack スペシャル楽曲パック feat.pop'n music 1 (pop'n Sunny Park) Carpeta ubicada: DDR WORLD                                      |
| "路男" (Roman) HIP ROCK 4 | Des-ROW・組ユナイテッド                                                                    | Pack スペシャル楽曲パック feat.pop'n music 1 (pop'n 15 Adventure) Carpeta ubicada: DDR WORLD                                    |
| Provenientes de HinaBitter♪ |                                                                                            | |
| Pack ひなビタ♪1 (4 en total) |                                                                                            | |
| "Finally Dive" | ここなつ Produced by lapix                                                                 | Pack ひなビタ♪1 (De ひなビタ♪ (HinaBitter♪))                                                                                    |
| "コンフェイト＊コンチェルト" (Confeito Concerto) | ここなつ Produced by U-ske                                                                 | Pack ひなビタ♪1 (De ひなビタ♪ (HinaBitter♪))                                                                                    |
| "都会征服Girls☆" (Tokai Seikufu Girls☆) | 日向美ビタースイーツ♪                                                                      | Pack ひなビタ♪1 (De ひなビタ♪ (HinaBitter♪))                                                                                    |
| "めうめうぺったんたん！！ (ZAQUVA Remix)" (Meu Meu Pettanttan!! (ZAQUVA Remix))                                                                             | (Remezclado por BEMANI Sound Team "ZAQUVA")                                                | Pack ひなビタ♪1 |
| Pack ひなビタ♪2 (4 en total) |                                                                                            | |
| "千客万来☆無問題!" (Senkyakubanrai☆moumantai!) | ここなつ Produced by lapix                                                                 | Pack ひなビタ♪2 (De ひなビタ♪ (HinaBitter♪))                                                                                    |
| "ちくわパフェだよ☆ＣＫＰ (Yvya Remix)" (Chikuya Parfait da yo☆CKP (Yvya Remix))                                                                             | (Remezclado por BEMANI Sound Team "YVYA")                                                  | Pack ひなビタ♪2 |
| "ナナイロライト" (Nanairo Lights) | ここなつ                                                                                   | Pack ひなビタ♪2 (De ひなビタ♪ (HinaBitter♪))                                                                                    |
| "走れメロンパン" (Hashire Melonpan) | 日向美ビタースイーツ♪                                                                      | Pack ひなビタ♪2 (De ひなビタ♪ (HinaBitter♪))                                                                                    |
| Pack ひなビタ♪3 (2 en total) |                                                                                            | |
| "カタルシスの月" 🎬 (Catharsis no tsuki) | 日向美ビタースイーツ♪                                                                      | Pack ひなビタ♪3 (De ひなビタ♪ (HinaBitter♪))                                                                                    |
| "ムラサキグルマ" (Murasaki guruma) | ここなつ Produced by はるなば                                                              | Pack ひなビタ♪3 (De ひなビタ♪ (HinaBitter♪))                                                                                    |
| BEMANI PRO LEAGUE |                                                                                            | |
| Temporada 2 Vol. 0 (1 de 4) Carpeta ubicada: DDR A3 |                                                                                            | |
| "BREAKING THE FUTURE" Canción introductoria | ARM (IOSYS) x BEMANI Sound Team "U1" ft. Kradness x TRIΔNGLE                               | BPL T2 -DDR- |
| Temporada 2 Extra (1 de 4 por pack, 8 de 32 en total) Carpeta ubicada: DDR A3                                                                               |                                                                                            | |
| "Aria" Equipo SILK HAT | ZxNX                                                                                       | BPL T2 -DDR- Vol. 1 |
| "Rise as One" Equipo ROUND 1 | Relect                                                                                     | BPL T2 -DDR- Vol. 2 |
| "Drive Away" Equipo GiGO | Tanukichi                                                                                  | BPL T2 -DDR- Vol. 3 |
| "Chromatic Burst" Equipo LESIURE LAND | JAKAZiD                                                                                    | BPL T2 -DDR- Vol. 4 |
| "GLOW THE CROWN" Equipo GAME PANIC | DJ Shinamura                                                                               | BPL T2 -DDR- Vol. 5 |
| "SMASH" Equipo APINA VRAMeS | Whac-A-Me                                                                                  | BPL T2 -DDR- Vol. 6 |
| "Complete Game Victory" Equipo Taito Station TRADZ | Numb'n'dub                                                                                 | BPL T2 -DDR- Vol. 7 |
| "Abrupt Madness" Equipo Supernova Tohoku | Mameyudoufu                                                                                | BPL T2 -DDR- Vol. 8 |
| Temporada 4 (8 en total) Carpeta ubicada: DDR WORLD; Con excepción de Steps for Victory, todas las canciones de equipos provienen de la temporada 4 -IIDX-. |                                                                                            | |
| "Steps for Victory" 🔷 Canción introductoria | kors k×nagomu tamaki×BEMANI Sound Team "U1" with taru                                      | BPL T4 -DDR- |
| "blue anthem" Equipo APINA VRAMeS | OSTER project feat. 花たん                                                                 | BPL T4 -DDR- |
| "ESPRIT ONE" Equipo ROUND 1 | SOUND HOLIC feat. STEVIE(44MAGNUM)                                                         | BPL T4 -DDR- |
| "Get Into The Groove feat.WaMi" Equipo GiGO | DÉ DÉ MOUSE                                                                                | BPL T4 -DDR- |
| "Mighty Beat Monsterz" Equipo Taito Station TRADZ | nora2r feat. Liqo & DD"ナカタ"Metal                                                        | BPL T4 -DDR- |
| "THUNDERSTRIKE" Equipo GAME PANIC | BlackY feat. Risa Yuzuki                                                                   | BPL T4 -DDR- |
| "Wizards!" Equipo SILK HAT | 暁Records                                                                                  | BPL T4 -DDR- |
| "メテオラ-meteor-" Equipo LESIURE LAND | 森羅万象                                                                                   | BPL T4 -DDR- |
| Nuevamente revividas (8 en total) Todas movidas a DDR GP |                                                                                            | |
| "BRIGHT STREAM" | (sin autor)                                                                                | De DDR(2013) |
| "LOVE & JOY -Risk Junk MIX-" | Risk Junk                                                                                  | De DDR(2013) |
| "resonance" | NAOKI-EX                                                                                   | De DDR X2 |
| "コネクト" | (sin autor)                                                                                | De DDR X3 |
| "ジョジョ～その血の運命～" | (sin autor)                                                                                | De DDR(2013) |
| "つけまつける" | (sin autor)                                                                                | De DDR(2013) |
| "ポリリズム" | Pink Lemonade                                                                              | De DDR X |
| "マジLOVE1000％" | (sin autor)                                                                                | De DDR(2013) |
| Canciones de entregas anteriores |                                                                                            | |
| Canciones gratuitas (8 en total, una por carpeta de origen) Se listan en orden descendente las carpetas                                                     |                                                                                            | |
| "xenon" | Mr. T                                                                                      | De DDR EXTREME ENCORE EXTRA en IIDX 8th STYLE                                                                                   |
| "革命" | dj TAKA with NAOKI                                                                         | De DDRMAX2 ENCORE EXTRA en DDRMAX2 y en IIDX 7th STYLE                                                                          |
| "exotic ethnic" | RevenG                                                                                     | De DDRMAX |
| "BROKEN MY HEART" | NAOKI feat. PAULA TERRY                                                                    | De DDR 5thMIX |
| "HIGHER" | NM feat. SUNNY                                                                             | De DDR 4thMIX |
| "DROP THE BOMB" | Scotty D.                                                                                  | De DDR 3rdMIX |
| "KEEP ON MOVIN'" | N.M.R                                                                                      | De DDR 2ndMIX |
| "MAKE IT BETTER" | mitsu-O!                                                                                   | De DDR(1st) |
| Requiere subscripción (31 de 41 canciones) |                                                                                            | |
| Remixes en Challenge (9 de 19 contando con canciones eliminadas) (carpeta DDRMAX2)                                                                          |                                                                                            | |
| "AM-3P (AM EAST Mix)" | KTz                                                                                        | de DDRMAX2 |
| "BURNIN' THE FLOOR (BLUE FIRE mix)" | NAOKI                                                                                      | de DDRMAX2 |
| "CELEBRATE NITE (EURO TRANCE STYLE)" | N.M.R                                                                                      | de DDRMAX2 |
| "ECSTASY (midnight blue mix)" | d-complex                                                                                  | de DDRMAX2 |
| "HIGHER (next morning mix)" | NM feat. SUNNY                                                                             | de DDRMAX2 |
| "HYSTERIA 2001" | NM                                                                                         | de DDRMAX2 |
| "MY SUMMER LOVE (TOMMY'S SMILE MIX)" | mitsu-O! with GEILA                                                                        | de DDRMAX2 |
| "Silent Hill (3rd Christmas Mix)" | THOMAS HOWARD                                                                              | de DDRMAX2 |
| "TSUGARU (APPLE MIX)" | RevenG vs DE-SIRE                                                                          | de DDRMAX2 |
| Dificultades "Groove Radar" Specials (6 en Total) (Capreta Supernova2)                                                                                      |                                                                                            | |
| "BRILLIANT 2U("STREAM" Special)" | NAOKI                                                                                      | Dificultad STREAM Special |
| "AM-3P("CHAOS" Special)" | KTz                                                                                        | Dificultad CHAOS Special |
| "D2R("FREEZE" Special)" | NAOKI                                                                                      | Dificultad FREEZE Special |
| "DYNAMITE RAVE("AIR" Special)" (usa audio de DDR X) | NAOKI                                                                                      | Dificultad AIR Special |
| "B4U("VOLTAGE" Special)" | NAOKI                                                                                      | Dificultad VOLTAGE Special |
| "DEAD END("GROOVE RADAR" Special)" | N&S                                                                                        | Dificultad GROOVE RADAR Special                                                                                                 |
| Dificultades X-Special (16 en total) (Carpeta DDR X) |                                                                                            | |
| "PARANOiA (X-Special)" | 180                                                                                        | Dificultad X-Special |
| "TRIP MACHINE (X-Special)" | DE-SIRE                                                                                    | Dificultad X-Special |
| "SP-TRIP MACHINE ~JUNGLE MIX~ (X-Special)" | DE-SIRE                                                                                    | Dificultad X-Special |
| "PARANOiA MAX ~DIRTY MIX~ (X-Special)" | 190                                                                                        | Dificultad X-Special |
| "PARANOiA Rebirth (X-Special)" | 190'                                                                                       | Dificultad X-Special |
| "AFRONOVA (X-Special)" | RE-VENGE                                                                                   | Dificultad X-Special |
| "TRIP MACHINE CLIMAX (X-Special)" | DE-SIRE                                                                                    | Dificultad X-Special |
| "PARANOiA EVOLUTION (X-Special)" | 200                                                                                        | Dificultad X-Special |
| "PARANOiA ETERNAL (X-Special)" | STM 200                                                                                    | Dificultad X-Special |
| "Healing Vision (X-Special)" | DE-SIRE                                                                                    | Dificultad X-Special |
| "MAX 300 (X-Special)" 🎬(RDA violeta) | Ω                                                                                          | Dificultad X-Special |
| "CANDY☆ (X-Special)" | Luv UNLIMITED                                                                              | Dificultad X-Special |
| "MAXX UNLIMITED (X-Special)" | Z                                                                                          | Dificultad X-Special |
| "革命 (X-Special)" (Kakumei (X-special)) | dj TAKA with NAOKI                                                                         | Dificultad X-Special |
| "The Legend of MAX (X-Special)" | ZZ                                                                                         | Dificultad X-Special |
| "Dance Dance Revolution (X-Special)" 🎬(RDA violeta) | DDR ALL STARS                                                                              | Dificultad X-Special Usa mismo video que la entrega original.                                                                   |
| Canciones eliminadas La lista de eliminadas puede no necesariamente estar completa.                                                                         |                                                                                            | |
| Licencias no mencionadas en este juego (exc. "LA BAMBA" / メキシコ民謡)                                                                                     | (varios artistas)                                                                          | De varios juegos Problemas de licencia                                                                                          |
| Variantes "(FROM NONSTOP MEGAMIX)" (5 canciones) | (varios artistas)                                                                          | De DDRMAX2 Problemas con los artistas de origen                                                                                 |
| "BRILLIANT 2U (K.O.G G3 MIX)" | NAOKI                                                                                      | De DDRMAX2 Problemas de licencia                                                                                                |
| "B4U (B4 ZA BEAT MIX)" | NAOKI                                                                                      | De DDRMAX2 Problemas de licencia                                                                                                |
| "STILL IN MY HEART (MOMO MIX)" | NAOKI                                                                                      | De DDRMAX2 Problemas de licencia                                                                                                |
| KONAMI Arcade Championship 2012 (5 entradas premium) | (todas creadas o arregladas por NAOKI)                                                     | De DDR X3 Problemas de licencia                                                                                                 |
| Provenientes de Tokimeki Idol (11 canciones) | (todas creadas por ときめきアイドル project o sus variantes)                               | De DDR A Problemas con los artistas de origen                                                                                   |
| Provenientes de BandMeshi (12 canciones) | (varios artistas)                                                                          | De DDR A20 PLUS Problemas con los artistas de origen                                                                            |
| "era (nostalmix)" | TaQ                                                                                        | De DDR 4thMIX Problemas con JASRAC                                                                                              |
| "Holic" | TaQ                                                                                        | De DDR 4thMIX Problemas con JASRAC                                                                                              |
| "Electro Tuned ( the SubS Mix )" | TaQ                                                                                        | De DDR 5thMIX Problemas con JASRAC                                                                                              |
| "DXY!" | TaQ                                                                                        | De DDR 5thMIX Problemas con JASRAC                                                                                              |
| "BRIDAL FESTIVAL !!!" | S.S.D. with ななっち                                                                       | De DDR A20 PLUS Problemas con JASRAC                                                                                            |

Notas
- 🔷: BPM dividido entre dificultades.
- 🎬: Contiene video a pantalla completa.
- 🎬(nombre de escenario): Contiene video que es mostrado en el escenario.
- 📜: Contiene fondo con letra a pantalla completa.
- (R): Contiene rutina única en esta canción (se puede especificar personaje).
- Canciones no seleccionables no son contadas.
- (Cover hecho por "artista"): indica canciones que tuvieron cover de otro artista y son mostradas en el juego como "Covered by (artista)".
- Canciones de algunos eventos que no fueron desbloqueadas con anterioridad pueden ser liberadas o movidas a EXTRA SAVIOR o EXTRA EXCLUSIVE.
- Canciones de eventos desbloqueadas con anterioridad antes de mover a EXTRA SAVIOR o EXTRA EXCLUSIVE se pueden jugar sin necesidad de desbloquearlas de nuevo y sin importar el método de pago.
- Canciones de eventos desbloqueadas vía EXTRA SAVIOR solo se pueden jugar en PREMIUM MODE.